# Gonnesa

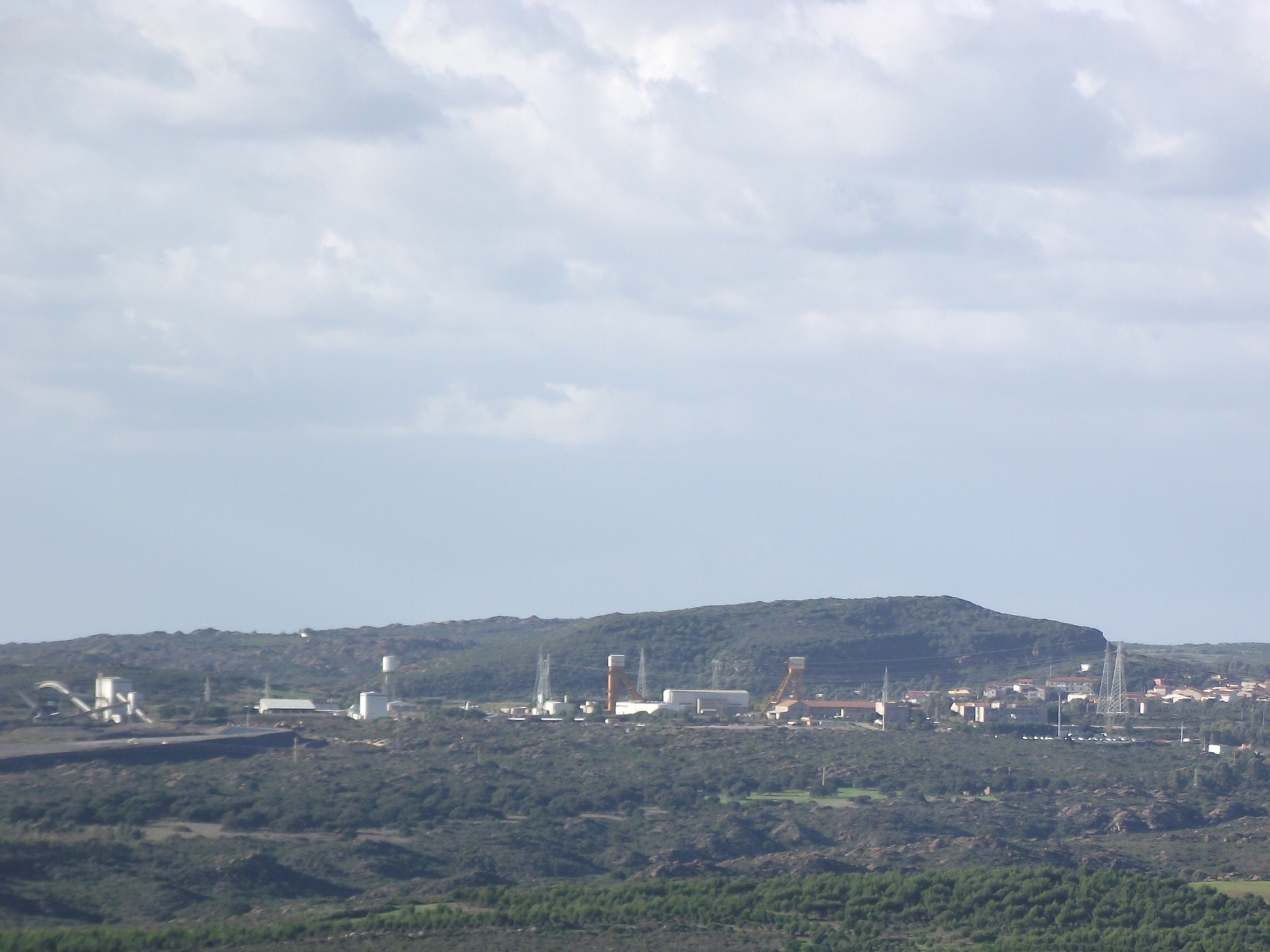
De steenkoolmijn van Nuraxi Figus in Gonnesa

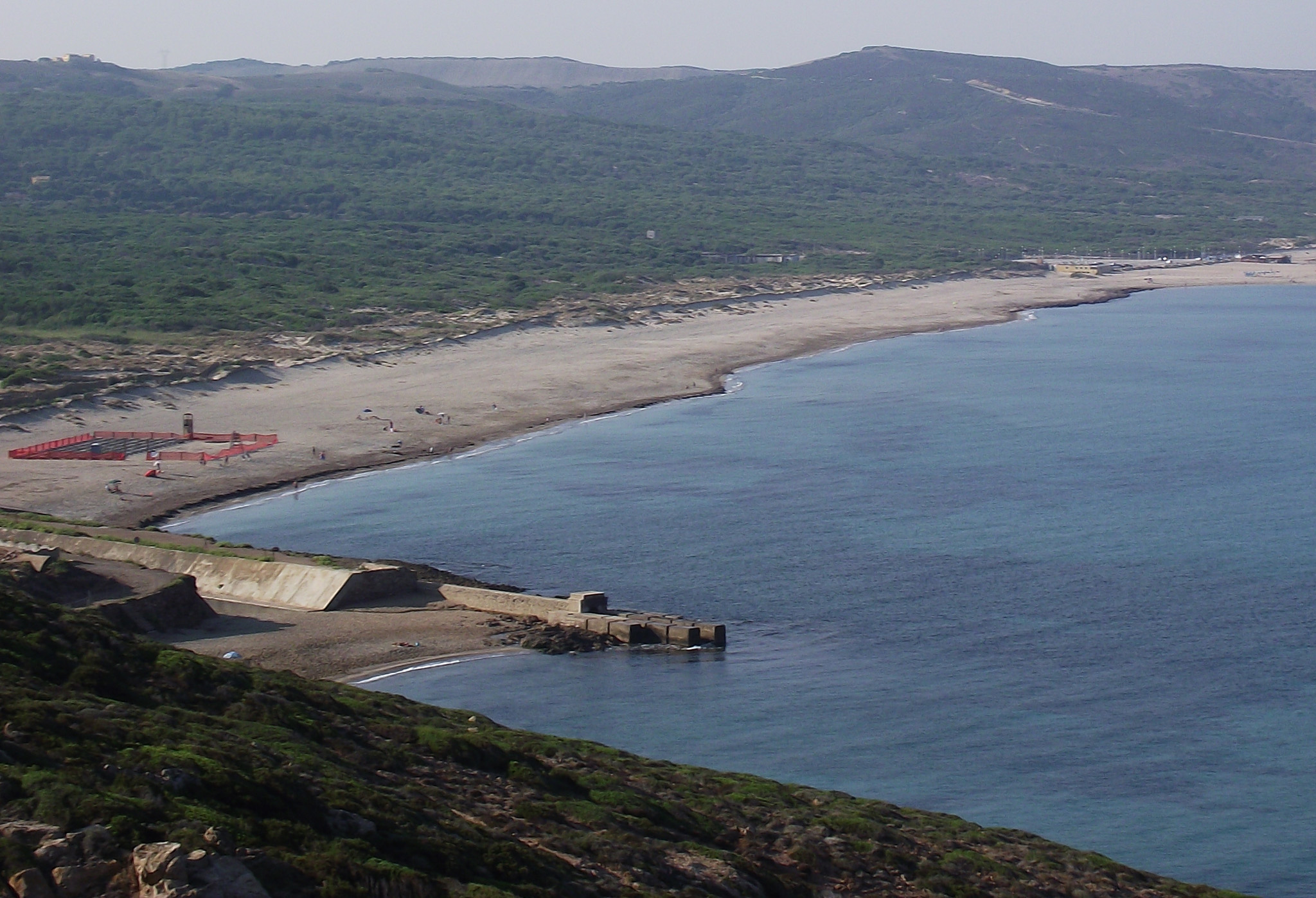
Het strand van Funtanamare in Gonnesa

Gonnesa is een gemeente in de Italiaanse provincie Zuid-Sardinië (regio Sardinië) en telt 5184 inwoners (31-12-2004). De oppervlakte bedraagt 47,5 km², de bevolkingsdichtheid is 109 inwoners per km².
De streek rond Gonnesa was een belangrijke mijnbouwgebied tot na de Tweede Wereldoorlog, toen de meeste mijnen werden gesloten. De Carbosulcis-steenkoolmijn in de frazione Nuraxi Figus is de laatste nog actieve steenkoolmijn in Italië.

## Demografie
Gonnesa telt ongeveer 1857 huishoudens. Het aantal inwoners daalde in de periode 1991-2001 met 5,3% volgens cijfers uit de tienjaarlijkse volkstellingen van ISTAT.
| Jaar | Inwoneraantal |
| ---- | ------------- |
| 1991 | 5458          |
| 2001 | 5169          |

## Geografie
Gonnesa ligt in het zuidwesten van Sardinië. De gemeente grenst aan de volgende gemeenten: Carbonia, Iglesias, Portoscuso.
Buggerru · Calasetta · Carbonia · Carloforte · Domusnovas · Fluminimaggiore · Giba · Gonnesa · Iglesias · Masainas · Musei · Narcao · Nuxis · Perdaxius · Piscinas · Portoscuso · San Giovanni Suergiu · Sant'Anna Arresi · Sant'Antioco · Santadi · Tratalias · Villamassargia · Villaperuccio
1. ↑  https://demo.istat.it/?l=it.